# Lista szkół w Dąbrowie Górniczej

## Szkoły istniejące
Szkoły wyższe:
- Akademia WSB (do 2018 Wyższa Szkoła Biznesu)
- Wyższa Szkoła Planowania Strategicznego

Szkoły policealne (7)
Szkoły średnie:
- Liceum Ogólnokształcące Dla Dorosłych EDUKACJA[1]
- I Liceum Ogólnokształcące im. Waleriana Łukasińskiego
- II Liceum Ogólnokształcące im. Stefana Żeromskiego
- III Liceum Ogólnokształcące im. gen.Władysława Andersa
- Akademickie Liceum Ogólnokształcące
- IV Liceum Ogólnokształcące im. Krzysztofa Kamila Baczyńskiego (Strzemieszyce)
- V Liceum Ogólnokształcące z Oddziałami Dwujęzycznymi im. Kanclerza Jana Zamoyskiego
- VI Liceum Ogólnokształcące dla Dzieci Niedowidzących i Niewidomych
- VII Liceum Ogólnokształcące w Zespole Szkół Sportowych nr 2

- Liceum Plastyczne im. T. Kantora
- Katolickie Liceum Ogólnokształcące
- Ogólnokształcąca Szkoła Sztuk Pięknych im. T. Kantora
- Prywatne Liceum Ogólnokształcące Fundacji "Serce Szkole"
- Prywatna Szkoła Średnia "Nestor"
- Techniczne Zakłady Naukowe w Dąbrowie Górniczej
- Technikum Budowlane Zespołu Szkół Budowlanych
- Technikum Elektryczne Zespołu Szkół Technicznych
- Technikum Mechaniczne Zespołu Szkół Technicznych
- Technikum Elektroniczne Zespołu Szkół Zawodowych "Sztygarka"
- Technikum Mechaniczno-Elektryczne
- Prywatne Technikum Zawodowe
- Branżowa Szkoła I Stopnia Zespołu Szkół Budowlanych
- Branżowa Szkoła I Stopnia nr 1 przy Specjalnym Ośrodku Szkolno-Wychowawczym dla Dzieci Niedowidzących i Niewidomych
- Branżowa Szkoła I Stopnia Specjalna nr 2 w Zespole Szkół Specjalnych nr 6
- Branżowa Szkoła I Stopnia Zespołu Szkół Ekonomicznych
- Branżowa Szkoła I Stopnia Zespołu Szkół Technicznych
- Prywatne Liceum dla dorosłych "Twoja Szkoła"
- Szkoła Policealna Dla Dorosłych EDUKACJA[2]

Szkoły gimnazjalne (17)
- Gimnazjum nr 1 im. Hugo Kołłątaja
- Gimnazjum nr 2 w Zespole Szkół Sportowych im. Polskich Olimpijczyków
- Gimnazjum nr 3 im. Emilii Zawidzkiej
- Gimnazjum nr 4
- Gimnazjum nr 5 im. Legionów Polskich w Zespole Szkół nr 2
- Gimnazjum nr 6 im. ks. kard. Stefana Wyszyńskiego w Zespole Szkół Ogólnokształcących nr 2
- Gimnazjum nr 7 im. Alfreda Szklarskiego w Zespole Szkół nr 3
- Gimnazjum nr 8 w Zespole Szkół nr 4 im. Królowej Jadwigi
- Gimnazjum nr 9 im. Marii Skłodowskiej-Curie
- Gimnazjum nr 10 w Zespole Szkół Ogólnokształcących nr 3
- Gimnazjum nr 13 w Zespole Szkół nr 1 im. Związku Orła Białego
- Gimnazjum nr 15 w Specjalnym Ośrodku Szkolno-Wychowawczym dla Dzieci Słabo Widzących i Niewidomych
- Gimnazjum nr 16 w Zespole Szkół Specjalnych nr 6
- Gimnazjum nr 17 w Zespole Szkół Specjalnych nr 5 im. Jana Pawła II
- Gimnazjum dla dorosłych
- Katolickie Gimnazjum SPSK
- Ogólnokształcąca Szkoła Sztuk Pięknych im. T. Kantora w Zespole Szkół Plastycznych
- Prywatne Gimnazjum im. M. Skłodowskiej-Curie Fundacji "Serce Szkole"
- Społeczne Gimnazjum Towarzystwa Szkolnego

Szkoły podstawowe (30)
- Katolicka Szkoła Podstawowa
- Prywatna Szkoła Podstawowa im.M. Skłodowskiej-Curie Fundacji "Serce Szkole"
- Społeczna Szkoła Podstawowa Społecznego Towarzystwa Szkolnego
- Szkoła Podstawowa im.Marszałka Józefa Piłsudskiego
- Szkoła Podstawowa Specjalna Nr 1 w ZSS nr 5
- Szkoła Podstawowa nr 2 im. Marszałka Józefa Piłsudskiego
- Szkoła Podstawowa nr 3 im. Mikołaja Kopernika
- Szkoła Podstawowa nr 4 im. Ignacego Domeyki
- Szkoła Podstawowa nr 5 im. Henryka Sienkiewicza
- Szkoła Podstawowa nr 7 im. Hugona Kołłątaja
- Szkoła Podstawowa nr 8 im. Adama Mickiewicza
- Szkoła Podstawowa nr 9 Specjalna im. Marii Konopnickiej
- Szkoła Podstawowa nr 10 im. Kornela Makuszyńskiego
- Szkoła Podstawowa nr 11 im. Ludwika Waryńskiego
- Szkoła Podstawowa nr 12 im. Stanisława Staszica
- Szkoła Podstawowa nr 13 im. Adama Piwowara
- Szkoła Podstawowa nr 16 im. Związku Orła Białego
- Szkoła Podstawowa nr 17 im. Adama Mickiewicza
- Szkoła Podstawowa nr 19 im. Tadeusza Kościuszki
- Szkoła Podstawowa nr 18 im. Władysława Broniewskiego
- Szkoła Podstawowa nr 20 im. Generała Władysława Sikorskiego
- Szkoła Podstawowa nr 22 im. Marii Skłodowskiej-Curie
- Szkoła Podstawowa nr 23 im. Fryderyka Chopina
- Szkoła Podstawowa nr 25 im. Stefana Żeromskiego
- Szkoła Podstawowa nr 26 z oddziałami przedszkolnymi im. Marii Konopnickiej
- Szkoła Podstawowa nr 27 im. Bolesława Prusa
- Szkoła Podstawowa nr 28 im. Janusza Korczaka
- Szkoła Podstawowa nr 29 im. Alfreda Szklarskiego w Zespole Szkół nr 3
- Szkoła Podstawowa nr 30 im. Emilii Zawidzkiej
- Szkoła Podstawowa nr 31 im Zagłębia Dąbrowskiego
- Szkoła Podstawowa nr 34 w Zespole Szkół nr 4
- Szkoła Podstawowa nr 35 w Dąbrowie Górniczej
- Szkoła Podstawowa w Trzebiesławicach

Inne szkoły
- Zespół Szkół Muzycznych im. Michała Spisaka

## Szkoły zlikwidowane
- Szkoła Podstawowa nr 1
- Szkoła Podstawowa w Strzemieszycach Małych

Gimnazja
- Gimnazjum nr 11
- Gimnazjum nr 13